# Абдула Віталій Вікторович
Віта́лій Ві́кторович Абдула (нар. 19 лютого 1982, Харків) — український військовослужбовець, полковник Збройних сил України, учасник російсько-української війни.

## Особисте життя
Станом на березень 2017 року — військовослужбовець в/ч А2513. З дружиною та 2 доньками проживає у Києві.

## Нагороди
- 2 серпня 2014 року — за особисту мужність і героїзм, виявлені у захисті державного суверенітету та територіальної цілісності України, вірність військовій присязі під час російсько-української війни, відзначений — нагороджений орденом Богдана Хмельницького III ступеня.